# Curt Treitschke
Curt Erwin Franz Gustav Treitschke (* 8. Mai 1872 in Annaberg; † 20. Januar 1946 in Dresden) war ein deutscher Truppen- und Generalstabsoffizier. Bekannt wurde Treitschke als Pionier der Militärkartografie.

## Leben

### Militärkarriere
Nach dem Abitur an der Kreuzschule in Dresden trat Treitschke 1892 als Portepeefähnrich in das 3. Infanterie-Regiment Nr. 102 der Sächsischen Armee in Zittau ein. Als Sekondeleutnant und Adjutant wurde er 1897 in das 13. Infanterie-Regiment Nr. 178 übernommen und trat anschließend 1899 als Oberleutnant bei der Militär-Intendantur des XII. (I. Königlich Sächsisches) Armee-Korps in Dresden seinen Dienst an. Er legte 1901 an der TH Dresden die Prüfung für den höheren Militärverwaltungsdienst ab. Seine spätere Tätigkeit als Kartograph leitete ein Besuch der Preußischen Kriegsakademie im Wintersemester 1901/1902 in Berlin ein. Am 11. Dezember 1906 erfolgte seine Beförderung zum Hauptmann. Ausbildungsschwerpunkte waren Geographie und Vermessungskunde. Nach Studienreisen in einige Länder Europas, Asiens, und des Orients arbeitete Treitschke als Generalstabsoffizier in mehreren Generalstäben, u. a. im sächsischen Generalstab, wo ihm 1914 die Leitung der topographischen Arbeiten der Landesaufnahme Sachsen als Vermessungsdirigent übertragen wurde.

### Erster Weltkrieg
An der Westfront des Ersten Weltkriegs wurde Treitschke 1915 Major im Generalstab beim Oberkommando der 2. Armee, Leiter Vermessungsabteilung 12. In dieser Zeit hatte er sich bereits mit Reliefdarstellungen in topographischen Karten auseinandergesetzt, die Felszeichnungen als Besonderheit im Kartenbild enthielt. Im Juni 1916 übernahm er die Neuorganisation des Vermessungswesens in den Hauptquartieren der Generalfeldmarschälle Hindenburg an der Ostfront und 1917 Mackensen in Rumänien. Mit dem um die Herausbildung der Kartographie als eigenständiger Wissenschaft verdienten Geographen Max Eckert verfasste er eine Denkschrift und wurde damit zum Mitschöpfer des deutschen Kriegsvermessungswesens. Während Generalfeldmarschall Mackensen sich bei Kriegsende in Internierungshaft begab, übernahm Treitschke im November 1918 in Rumänien das Infanterie-Regiment Nr. 375 der 89. Infanterie-Division aus dessen Generalstab und führte es, verstärkt durch verschiedene Divisions- und andere Truppenteile, durch das inzwischen verfeindete Rumänien und Ungarn zurück nach Deutschland. In Hinblick auf die Durchführung der Organisation, ohne Kriegshandlungen und Vermeidung von Kriegsgefangennahme trotz Entwaffnung, war diese von Mackensen genannte „Marschgruppe Treitschke“ eine mit hohem Respekt und Anerkennung bezeichnete militärische Leistung.
Nach seiner Rückkehr wurde er Vorstand der Abteilung für Landesaufnahme im sächsischen Generalstab. Am 30. September 1919 als Oberstleutnant aus dem Militärdienst entlassen, leitete er die nun in die zivile Sächsische Landesaufnahme umgewandelte Dienststelle noch bis zu ihrer Eingliederung in das neu geschaffene Reichsamt für Landesaufnahme am 11. Juli 1921.

### Nach dem Krieg
Nach Kriegsende brachte er seine umfassenden Erfahrungen auf dem kartographischen Gebiet in seiner sächsischen Heimat ein. Begleitend hierzu schrieb Treitschke als 50-Jähriger seine Dissertation, die er als Student bei der Universität Leipzig vorlegte. Inhalt war der kartographische Ausdruck unter Berücksichtigung der Formen des Elbsandsteingebirges. Die Arbeiten wurden mit Auszeichnung benotet. Im Sammelband Beiträge zur Deutschen Kartographie wurden von ihm u. a. Karten der Sächsischen Schweiz mit ihren wilden Zerklüftungen und den eigenartigen morphologischen Verhältnissen sehr kenntnisreich dargestellt. In Fachkreisen (Albrecht Penck/Karl Peuker) gab es hierzu anerkennende Würdigungen.
Treitschke trat in die Reichswehr nicht ein. Mit Hans von Seeckt (1866–1936) Generaloberst und Chef der Heeresleitung der Reichswehr, bestanden verwandtschaftliche Bindungen. Er wurde Direktor des Sächsischen Landesmilchausschusses. Finanzielle Gründe zwangen ihn dazu, diese fachfremde Anstellung zu übernehmen. Eine ausführliche Schilderung dieser Zeit ist in dem Aufsatz von Manfred Kobuch und Marianne Stams: Curt Treitschke, ein vergessener sächsischer Militärkartograph. Abschnitt 9 Direktor des Sächsischen Landesmilchausschusses beschrieben.
Im Jahre 1935 wurde Curt Treitschke in die 9. Abteilung des Generalstabs des Heeres als Referent für Ausbildung eingestellt. Ab 1936 war er nebenamtlich als Lehrer in Kartenkunde und Luft-Geografie an den Luftkriegsschulen Berlin-Gatow und Werder (Havel) der im Aufbau befindlichen Luftwaffe tätig. Grundlage für seine Lehrtätigkeiten war ein von ihm veröffentlichtes Buch Kartenkunde unter besonderer Berücksichtigung der Belange der Luftwaffe, das in vier Auflagen erschien. 1938 trat er als Angestellter in die Gruppe „Kartenwesen“ der 7. Abteilung des Generalstabs der Luftwaffe ein. Dort übernahm er innerhalb des Luftwaffenführungsstabes das neu geschaffene Referat 5 „Ausbildung in Luftgeographie und Kartenwesen“. 1939 wurde er als Offizier reaktiviert. Zum 50. Jahrestag seines Eintritts als Offizier wurde er zum Oberst befördert. Sein Austritt aus der Wehrmacht erfolgte nach Vollendung seines 70. Geburtstages im Jahre 1942. Danach führte er seine Lehrtätigkeit an den Luftkriegsschulen als Angestellter noch bis 1944 weiter.
Curt Treitschke starb im Januar 1946 an den Folgen eines auf ihn zwei Jahre zuvor in Tschenstochau (heute Polen) verübten Attentats. Er wurde auf dem Trinitatisfriedhof in Dresden beerdigt.

## Veröffentlichungen
- Die Landesaufnahmen Sachsens von 1780–1921. In: Beiträge zur deutschen Kartographie. hg. v. Hans Praesent, Leipzig 1921, S. 47–60.
- Kartographischer Ausdruck für tektonische und morphologische Verhältnisse mit besonderer Berücksichtigung der Formen des Elbsandsteingebirges. Univ., Diss., Leipzig 1923.
- Anleitung für die Lehrkräfte für Kartenkunde auf den Kriegsschulen, hrsg. v. Heeresvermessungsstelle des Reichskriegsministeriums, Berlin 1936
- Der Rückmarsch aus Rumänien. Baensch Stiftung. Dresden 1938.
- Deutschösterreich, das Land, seine Geschichte seine Wirtschaft. Bernard & Graefe. Berlin 1938.
- Kartenkunde unter besonderer Berücksichtigung der Belange der Luftwaffe. Bernard & Graefe, Berlin. 1. Aufl. 1940, 2. Aufl. 1941, 3. Aufl. 1942, 4. Aufl. 1942.
- Kriegführung und Karte. In: Petermanns Geographische Mitteilungen. 87 (1941), S. 225.
- Die Karte als Waffe. In: Reichsoffizierblatt Nr. 12-13. 1941, S. 268f.
- Die Fliegerkarte. In: Reichsoffizierblatt Nr. 28. 1941, S. 537.
- Griechenland. Scherl. Berlin 1941.
- 5 Jahre Sächsischer Landesausschuß zur Förderung des Milchverbrauchs Sächsischer Landesmilchausschuss. 1931.